# Луттер, Вера
Вера Луттер (англ. Vera Lutter, род. 1960 в Германии, живёт и работает в Нью-Йорке, США) — современный художник, фотограф.

## Образование
- 1985—1991 Academy of Fine Arts, Мюнхен
- 1993—1995 School of Visual Arts, Нью-Йорк

## Творчество
На фоне засилья цифровой фотографий становится особенно заметным, когда кто-то идет против доминирующего тренда и использует базовые принципы фотографии, работая с камерой-обскура. Вера Луттер решила использовать эту технику для создания уникальных произведений большого формата. Иногда целая комната работает как камера: негатив изображения внешнего мира появляется на стене и фиксируется на фотобумаге в виде уникального негатива. Вера Луттер изучала скульптуру в Мюнхене и фотографию в Школе визуальных искусств в Нью-Йорке, который поразил её урбанистическим хаосом и индустриальным ландшафтом. Её попытка передать ощущение от города привело к первому эксперименту с камерой-обскура. Процесс создания уникальных негативов длится от нескольких часов до недель. Фотографии Луттер фокусируются на архитектурных или индустриальных достопримечательностях и знаковых местах, от брошенного завода Pepsi Cola в Лонг-Айленд-Сити до ныне не функционирующей электростанции Battersea в Лондоне. Её изображения этих структур подчеркивают их значение, меланхолическое одиночество и изоляцию, отражают течение времени, отмечая временное и вечное. Работы Веры Люттер хранятся в коллекциях Metropolitan Museum of Art, Whitney Museum of Art, Музея изящных искусств в Хьюстоне, Neue Galerie, Музее современного искусства в Сан-Франциско.

## Персональные выставки
- 2008-09 Images from Venice, Fondation Beyeler, Базель, Швейцария
- 2008 Galerie Max Hetzler, Берлин, Германия
- 2008 Ariane Unhinged — choregraphed by Karole Armitage & set designed by Vera Lutter, Henry Street Sttlement Playhouse, Abrons Arts Center, Нью-Йорк, США
- 2007 Galleria Cardi, Милан, Италия
- 2007 Gagosian Gallery, Нью-Йорк, США
- 2005—2006 The Modern Art Museum of Fort Worth (organized by the Director’s Councill Program), Техас, США
- 2005 Vera Lutter, Xippas Gallery, Афины, Греция
- 2005 Vera Lutter, Dia Beacon, Нью-Йорк, США
- 2004 Vera Lutter : Battersea, Gagosian Gallery, Лондон, Великобритания
- 2004 Vera Lutter: Inside In, Kunsthaus Graz, Грац, Австрия
- 2004 Max Hetzler Gallery, Zimmerstraße 90/9, Берлин, Германия
- 2004 Max Hetzler Gallery, Holzmarktstraße 15-18, Берлин, Германия
- 2003 Gagosian Gallery, Нью-Йорк, США
- 2002 Museum of Contemporary Photography, Чикаго, США
- 2002 Max Hetzler Gallery, Берлин
- 2001 Kunsthalle Basel, with Hanspeter Hofmann, , Базель, Швейцария
- 2000 Fraenkel Gallery, Сан-Франциско, США
- 2000 Barbara Flynn Gallery, Сидней, Австралия
- 1999—2000 Time Traced : Vera Lutter and Rodney Graham, Dia Center for the Arts, Нью-Йорк, США
- 1999 Roth Horowitz, Нью-Йорк, США
- 1998 Wooster Gardens, Нью-Йорк, США
- 1996 On New York, Wooster Gardens, Нью-Йорк, США
- 1995 Sight and Sense, Hypo Bank, Нью-Йорк, США